# Dracocephalum palmatum
Dracocephalum palmatum ist eine Pflanzenart aus der Gattung der Drachenköpfe (Dracocephalum) innerhalb der Familie der Lippenblütler (Lamiaceae). Sie ist in Sibirien beheimatet.

## Beschreibung

### Erscheinungsbild und Blatt
Dracocephalum palmatum wächst als ausdauernde krautige Pflanze. Als Überdauerungsorgane werden kriechende oder aufsteigende Rhizome gebildet. Die vielen Stängel weisen einen Durchmesser von 5 bis 8 Millimeter auf und sind bei einer Länge von 5 bis 12 Zentimeter liegend bis aufsteigend; sie sind mit ausgebreiteten Haaren (Trichome) bedeckt.
Die gegenständig angeordneten Laubblätter sind in Blattstiel und Blattspreite gegliedert. Der deutlich behaarte Blattstiel ist 0,5 bis 2 Zentimeter lang und zu seiner Basis etwas verdickt. Die fiederteilige (aber nicht bis zur Mittelrippe) Blattspreite ist im Umriss eiförmig-kreisförmig oder breit-eiförmig mit gestutzter bis schwach herzförmiger Spreitenbasis. Die oft nach oben eingerollten Blattlappen sind bei einer Länge von 4 bis 10 Millimeter sowie fast gleicher Breite länglich mit stumpfem oberen Ende. Beide Blattflächen sind dicht behaart oder dicht, kurz, weißgrau behaart. Die obersten Blätter sind kleiner und kürzer gestielt bis fast sitzend.

### Blütenstand, Blüte und Frucht
An den Enden der Stängel stehen die Scheinquirle in länglichen Blütenständen zusammen. Die keilförmigen Tragblätter besitzen lanzettliche, stachelspitzige Zähne.
Die kurz gestielten Blüten sind zwittrig, zygomorph und fünfzählig mit doppelter Blütenhülle. Die fünf etwa 10 Millimeter langen Kelchblätter sind röhrig verwachsen, gebogen, 15-aderig, zweilippig und fünfzähnig; sie sind oft violett. Der mittlere Kelchzahn der Oberlippe ist gerundet verkehrt-eiförmig, dreimal so breit wie die seitlichen Zähne und schwach gezähnelt sowie stachelspitzig. Die Kante der Einschnitte zwischen den Zähnen ist verdickt. Die Unterlippe besteht aus zwei schmal-lanzettlichen Kelchzähnen. Die fünf hell strohfarbenen bis gelblichen Kronblätter sind zu einer 20 bis 30 Millimeter langen, zweilippigen Krone verwachsen. An der Basis ist die Krone verengt und an der Kehle geweitet; sie ist außen zottig behaart. Die gebogene, zweilappige Oberlippe ist viel länger als die dreilappige Unterlippe, wobei der mittlere Kronlappen der größte ist. Es sind vier Staubblätter vorhanden, von denen die beiden hinteren länger als die beiden vorderen sind. Die Spitze der Griffel ist gleichmäßig zweigeteilt und überragen die Blütenkrone oft deutlich.
Die Nüsschen sind bei einer Länge von etwa 2 Millimeter sowie einem Durchmesser von 1 Millimeter eiförmig und kaum erkennbar dreikantig.

### Chromosomenzahl
Die Chromosomenzahl beträgt 2n = 12.

## Vorkommen
Das Verbreitungsgebiet erstreckt sich über die Gebirgsregionen der Republik Sacha (Jakutien) im östlichen Sibirien über die Region Chabarowsk und die Oblast Magadan im Fernen Osten Russlands. Dracocephalum palmatum ist charakteristisch für Gebirgssteppen und alpine Matten auf grobklastischem Substrat, wie Schotter- oder Blockhalden, kommt aber auch in lichten, trockenen Bergwäldern und offenen Zwerg-Kiefer-Gehölzen (Pinus pumila) vor.

## Nutzung in der Volksmedizin und pharmakologische Studie
Dracocephalum palmatum wird von den nord-jakutischen Nomaden in der Volksmedizin verwendet. Die Inhaltsstoffe und die medizinischen Wirkungen von Dracocephalum palmatum wurden zuletzt in einer Studie 2013 untersucht.

## Taxonomie
Die Erstbeschreibung von Dracocephalum palmatum erfolgte 1800 durch Christian Friedrich Stephan in Carl Ludwig von Willdenow: Species Plantarum, 4. Auflage, Band 3, S. 151–152. Dort wird auch der deutsche Trivialname Handförmiger Drachenkopf genannt. Synonyme für Dracocephalum palmatum Steph. ex Willd. sind: Dracocephalum schelechowii Turcz. ex Ledeb., Ruyschiana palmata (Steph. ex Willd.) House. Das Artepitheton palmatum bedeutet handförmig.